# Харченко, Иван Петрович (политик)
Иван Петрович Харченко (род. 6 августа 1928, Карпиловка, Киевский округ) — украинский советский деятель, директор Киевского судостроительного завода «Ленинская кузница». Член ЦК КПУ в 1976—1990 годах. Депутат Верховного Совета СССР 11-го созыва.

## Биография
В 1943—1950 годах — пожарный, помощник мастера, дорожник строительно-монтажного поезда, столяр-сборщик промышленной артели.
В 1950—1953 годах — служба в Советской армии.
Член КПСС с 1953 года.
В 1953—1973 годах — слесарь-монтажник, мастер, начальник бюро, заместитель начальника цеха, секретарь партийного комитета Киевского судостроительного завода «Ленинская кузница».
Окончил Ленинградский институт водного транспорта.
В июле 1973 — конце 1980-х годов — директор Киевского судостроительного завода «Ленинская кузница».
Потом — на пенсии в Киеве.

## Награды
- Государственная премия Украинской ССР в области науки и техники (1976);
- Орден Ленина;
- Орден Октябрьской Революции;
- Орден «Знак Почёта».